# Halowe Mistrzostwa Stanów Zjednoczonych w Lekkoatletyce 2016
Halowe Mistrzostwa Stanów Zjednoczonych w Lekkoatletyce 2016 – halowe zawody lekkoatletyczne, które odbywały się w Portlandzie 11 i 12 marca, będące jednocześnie krajową eliminacją do reprezentacji USA na halowe mistrzostwa świata. Wieloboje zostały rozegrane 26 i 27 lutego w Crete.
Pierwotna złota medalistka w rzucie ciężarem – Gwen Berry została zdyskwalifikowana za doping, anulowano jej zwycięstwo oraz wynik (24,35).

## Rezultaty

### Mężczyźni
| Konkurencja:              | 1. miejsce         | Rezultat    | 2. miejsce      | Rezultat   | 3. miejsce                                    | Rezultat    |
| Bieg na 60 m              | Marvin Bracy       | 6,51        | Trayvon Bromell | 6,51 PB    | Trell Kimmons                                 | 6,55        |
| Bieg na 400 m             | Vernon Norwood     | 45,80       | Kyle Clemons    | 45,95      | Elvyonn Bailey                                | 46,22       |
| Bieg na 800 m             | Boris Berian       | 1:47,19     | Erik Sowinski   | 1:47,62    | Casimir Loxsom                                | 1:47,89     |
| Bieg na 1500 m            | Matthew Centrowitz | 3:44,33     | Robby Andrews   | 3:44,40    | Ben Blankenship                               | 3:45,40     |
| Bieg na 3000 m            | Ryan Hill          | 7:38,60     | Paul Chelimo    | 7:39,00 PB | Eric Jenkins                                  | 7:41,19     |
| Bieg na 60 m przez płotki | Jarret Eaton       | 7,52        | Spencer Adams   | 7,58 PB    | Jeff Porter                                   | 7,61        |
| Chód na 3000 m            | John Nunn          | 11:37,09 PB | Nick Christie   | 11:56,07   | Anthony Peters                                | 11:59,17 PB |
| Skok wzwyż                | Erik Kynard        | 2,29        | Bryan McBride   | 2,26 =PB   | Deante Kemper                                 | 2,26        |
| Skok o tyczce             | Sam Kendricks      | 5,90 PB     | Mike Arnold     | 5,60       | Sam Pierson Adam Bragg Joey Uhle Cale Simmons | 5,60        |
| Skok w dal                | Marquis Dendy      | 8,41 PB WL  | Jeff Henderson  | 8,05       | Marquise Goodwin                              | 8,05        |
| Trójskok                  | Chris Carter       | 17,06       | Omar Craddock   | 16,96 PB   | Chris Benard                                  | 16,93       |
| Pchnięcie kulą            | Kurt Roberts       | 20,08       | Reese Hoffa     | 20,07      | Jonathan Jones                                | 19,94       |
| Rzut ciężarkiem           | Colin Dunbar       | 23,96 PB WL | A.G. Kruger     | 23,24      | Sean Donnelly                                 | 23,05 PB    |
| Siedmiobój                | Curtis Beach       | 6075 pkt.   | Japheth Cato    | 5875 pkt.  | Miller Moss                                   | 5712 pkt.   |

### Kobiety
| Konkurencja:              | 1. miejsce           | Rezultat     | 2. miejsce                | Rezultat    | 3. miejsce        | Rezultat     |
| Bieg na 60 m              | Barbara Pierre       | 7,10 PB =WL  | Tori Bowie                | 7,15        | Tianna Bartoletta | 7,17         |
| Bieg na 400 m             | Quanera Hayes        | 51,09 PB     | Ashley Spencer            | 51,29       | Natasha Hastings  | 51,34        |
| Bieg na 800 m             | Ajeé Wilson          | 2:00,87      | Laura Roesler             | 2:02,44     | Phoebe Wright     | 2:02,51      |
| Bieg na 1500 m            | Brenda Martinez      | 4:08,37      | Cory McGee                | 4:09,97 PB  | Amanda Eccleston  | 4:10,42      |
| Bieg na 3000 m            | Shannon Rowbury      | 8:55,65      | Abbey D’Agostino          | 8:57,31     | Shalaya Kipp      | 8:59,85 PB   |
| Bieg na 60 m przez płotki | Brianna Rollins      | 7,76 PB WL   | Kendra Harrison           | 7,77 PB     | Queen Harrison    | 7,83 PB      |
| Chód na 3000 m            | Maria Michita-Coffey | 12:33,75 PB  | Miranda Melville          | 12:47,39 PB | Erin Gray         | 13:00,03 PB  |
| Skok wzwyż                | Vashti Cunningham    | 1,99 WJR WL  | Liz Patterson             | 1,93        | Chaunté Howard    | 1,93         |
| Skok o tyczce             | Sandi Morris         | 4,95 PB      | Jennifer Suhr             | 4,90        | Demi Payne        | 4,85         |
| Skok w dal                | Brittney Reese       | 6,89         | Janay DeLoach Soukup      | 6,64        | Andrea Geubelle   | 6,57         |
| Trójskok                  | Christina Epps       | 14,05 PB     | Tori Franklin             | 13,66 PB    | Imani Oliver      | 13,59 PB     |
| Pchnięcie kulą            | Michelle Carter      | 19,49 WL     | Jillian Camarena-Williams | 18,64       | Jeneva Stevens    | 18,56        |
| Rzut ciężarkiem           | Amber Campbell       | 24,19        | Felisha Johnson           | 23,53 PB    | Jessica Ramsey    | 22,70        |
| Pięciobój                 | Barbara Nwaba        | 4415 pkt. PB | Kaylon Eppinger           | 4285 pkt.   | Chari Hawkins     | 4225 pkt. PB |